# Timothy Bateson
Timothy Dingwall Bateson (Londra, 3 aprile 1926 – Londra, 16 settembre 2009) è stato un attore e doppiatore britannico.

## Biografia
Figlio di Dingwall Latham Bateson, un importante avvocato, Timothy studiò prima alla Uppingham School e poi al Wadham College di Oxford.

## Carriera
I crediti teatrali dell'attore includono produzioni quali Aspettando Godot di Samuel Beckett, messo in scena nel 1955 all'Arts Theatre di Londra dal regista Peter Hall. Oltre al teatro, è apparso in innumerevoli produzioni cinematografiche, televisive e radiofoniche, tra le quali Fratello Cadfael, Doctor Who (nel serial dal titolo The Ribos Operation), Dad's Army e Labyrinth - Dove tutto è possibile. Come doppiatore, inoltre, ha fornito la sua voce a personaggi di serie televisive animate per bambini come TUGS (1988), oltre che al personaggio dell'elfo domestico Kreacher nell'adattamento cinematografico del quinto capitolo della saga di Harry Potter, Harry Potter e l'Ordine della Fenice, che è stato anche il suo ultimo lavoro.
Bateson è morto il 16 settembre 2009, all'età di 83 anni, come riportato dalla sua compagnia manageriale.

## Filmografia

### Cinema
- I misteri di Londra (1947)
- Vice Versa (1948)
- The Guinea Pig (1948)
- Quelli che mai disperano (1951)
- Carrington V.C. (1954)
- Riccardo III (1955)
- Nel tuo corpo l'inferno (1958)
- Nemici di ieri (1959)
- Il ruggito del topo (1959)
- La spia di Scotland Yard (1960)
- A me piace la galera (1960)
- The Girl on the Boat (1961)
- Sette allegri cadaveri (1961)
- Le canaglie di Londra (1961)
- The Golden Rabbit (1962)
- It's Trad, Dad! (1962)
- Julie, perché non vuoi? (1962)
- Dottore nei guai (1963)
- Seventy Deadly Pills (1964)
- Father Came Too! (1964)
- L'incubo di Janet Lind (1964)
- Non tutti ce l'hanno (1965)
- La cassa sbagliata (1966)
- Caccia alla volpe (1966)
- La mano che uccide (1967)
- Il giardino delle torture (1967)
- L'anniversario (1968)
- I nervi a pezzi (1968)
- Un colpo all'italiana (1969)
- Autobiografia di una principessa (1975)
- Joseph Andrews (1977)
- A Hitch in Time (1978)
- Tanglewoods' Secret (1980)
- Treasures of the Snow (1980)
- Loophole (1981)
- Avventurieri ai confini del mondo (1983)
- Labyrinth - Dove tutto è possibile (1986) - voce
- Medico per forza (1986)
- Il matrimonio di Lady Brenda (1988)
- True Blue - Sfida sul Tamigi (1996)
- For My Baby (1997)
- I miserabili (1998)
- The Criminal (1999)
- Giovanna D'Arco (1999)
- The Clandestine Marriage (1999)
- The Discovery of Heaven (2001)
- Tutto o niente (2002)
- Fakers (2004)
- Ladies in Lavender (2004)
- Oliver Twist (2005)
- Mrs. Palfrey at the Claremont (2005)
- Harry Potter e l'Ordine della Fenice (2007) - voce

### Televisione
- BBC Sunday-Night Theatre - serie TV, 2 episodi (1952-1954)
- La freccia nera - serie TV, 2 episodi (1958)
- World Theatre - miniserie TV (1959)
- Bleak House - serie TV, 8 episodi (1959)
- BBC Sunday-Night Play - serie TV, 3 episodi (1960)
- Barnaby Rudge - serie TV, 9 episodi (1960)
- Z Cars - serie TV, 2 episodi (1968)
- Doctor at Large - serie TV, 1 episodio (1971)
- Please Sir! - serie TV, 1 episodio (1971)
- Poliziotti in cilindro: i rivali di Sherlock Holmes - serie TV, 1 episodio (1971)
- Both Meets End - serie TV, 7 episodi (1972)
- Barlow at Large - serie TV, 1 episodio (1973)
- Thirty-Minute Theatre - serie TV, 2 episodi (1966-1973)
- David Copperfield - serie TV, 5 episodi (1974-1975)
- The Good Life - serie TV, 1 episodio (1976)
- La duchessa di Duke Street - serie TV, 1 episodio (1977)
- Last of the Summer Wine - serie TV, 1 episodio (1978)
- Doctor Who - serie TV, 2 episodi (1978)
- Creature grandi e piccole - serie TV, 1 episodio (1978)
- Pinocchio - serie TV, 1 episodio (1978)
- La banda dei cinque - serie TV, 4 episodi (1978-1979)
- Diary of a Nobody - serie TV, 1 episodio (1979)
- Rings on Their Fingers - serie TV, 1 episodio (1979)
- Chintz - serie TV, 1 episodio (1981)
- Terry and June - serie TV, 1 episodio (1981)
- Il gobbo di Notre Dame - film TV (1982)
- Grange Hill - serie TV, 15 episodi (1980–1982)
- Q.E.D. - serie TV, 1 episodio (1982)
- Minder - serie TV, 1 episodio (1984)
- Night Beat News - serie TV (1984)
- Ever Decreasing Circles - serie TV, 2 episodi (1984)
- A Christmas Carol - film TV (1984)
- Dramarama - serie TV, 1 episodio (1985)
- Don't Wait Up - serie TV, 3 episodi (1983-1986)
- Screen Two - serie TV, 1 episodio (1987)
- A Dorothy L. Sayers Mystery - serie TV, 3 episodi (1987)
- Hi-de-Hi! - serie TV, 1 episodio (1987)
- Chelmsford 123 - serie TV, 1 episodio (1988)
- Morris Minor's Marvellous Motors - serie TV, 3 episodi (1989)
- Tugs - serie TV, 12 episodi (1989–1990) - voce
- Zorro - serie TV, 5 episodi (1990–1993)
- Shakespeare: The Animated Tales - miniserie TV (1994) - voce
- My Family - serie TV, 1 episodio (2001)
- Relic Hunter – serie TV, episodio 2x19 (2001)
- L'ispettore Barnaby (Midsomer Murders) - serie TV, episodi 1x02-2x01-8x03 (1998-2005)
- My Hero - serie TV, 1 episodio (2006)
- Hogfather - film TV (2006)